# Brazzéine

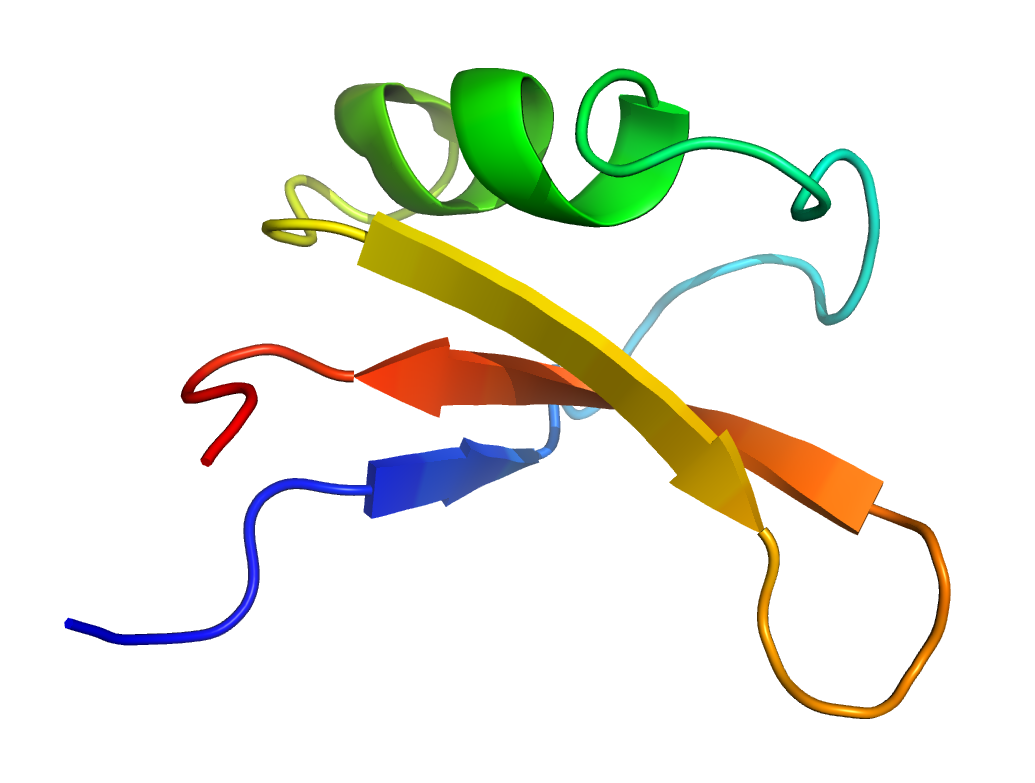
Structure tertiaire de la brazzéine.

La brazzéine est une protéine au goût sucré extraite du fruit du Pentadiplandra brazzeana, un arbuste grimpant de l'Afrique de l'Ouest. La brazzéine est l'une des sept protéines connues qui sont naturellement édulcorantes : la monelline, la thaumatine, la lysozyme, la mabinline, la curculine (ou Néoculine) et la pentadine. Elle est de 500 à 2000 fois plus sucrée que le sucre à poids comparé et faiblement thermolabile.

Elle est l'objet d'intenses recherches et de course aux brevets pour la produire industriellement via le génie génétique, ce qui pour certaines organisations s'apparente à de la biopiraterie.

## Source
La brazzéine fut découverte en 1994 par des chercheurs de l'Université du Wisconsin-Madison comme enzyme dans les cellules de la pulpe entourant les graines du fruit du Pentadiplandra brazzeana originaire du Gabon. Cet arbuste grimpant est nommé « oubli » dans la langue vernaculaire locale, parce que, dit-on, l’enfant qui en mange le fruit en oublie de revenir au village vers sa mère. Le fruit fait partie des habitudes alimentaires des singes du Gabon et est connu et consommé par les populations locales pour son goût extrêmement sucré.

## Structure

### Primaire
La brazzéine est une protéine monomérique, constituée de 54 acides aminés ; c'est la plus petite des protéines qui ont un goût sucré intense avec un poids moléculaire de 6,4-6,5 kDa,. Il semble qu'elle soit la structure de base de la pentadine, une autre protéine sucrante présente dans le même fruit, celle-ci étant un dimère composé de deux unités de brazzéine.
La séquence des acides aminés de la brazzéine est la suivante : QDKCKKVYEN YPVSKCQLAN QCNYDCKLDK HARSGECFYD EKRNLQCICD YCEY

### Secondaire
L'analyse 3D de la brazzéine par résonance magnétique nucléaire du proton a révélé que celle-ci possède une hélice alpha et trois feuillets bêtas antiparallèles. La chaîne peptidique contient 4 ponts disulfures internes, responsables de sa remarquable stabilité à la chaleur.

### Tertiaire
La brazzéine possède des séquences d'acides aminés similaires à deux autres protéines édulcorantes (monelline et thaumatine) et qui semblent être responsables du goût sucré.

## Propriétés

### Goût sucré
La brazzéine possède un pouvoir sucrant très élevé, de 2 000 à 500 fois supérieur à celui du saccharose (sucre de table) quand comparé à une solution de 2 % et 10 % de saccharose respectivement. Son pouvoir sucrant est du même ordre de grandeur que celle des autres protéines (voir tableau ci-dessous), la thaumatine restant la plus sucrée. 
| Protéine   | Pouvoir sucrant |
| ---------- | --------------- |
| Thaumatine | 1 600 à 3 000   |
| Monelline  | 3000            |
| Mabinline  | 100 à 400       |
| Pentadine  | 500             |
| Brazzéine  | 500 à 2 000     |
| Curculine  | 550             |
| Miraculine | 0               |

Le profil temporel sucré de la brazzéine est plus proche de celui du saccharose que de celui de la thaumatine, avec un délai dans la perception du sucré et une persistance dans sa disparition,. 
En mélange avec d'autres édulcorants, tels que l'aspartame et la stevia, la brazzéine réduit les arrière-goûts amers. 
Les résidus 29–33, 39–43, 36 et le C-terminus sont responsables du caractère sucré de la brazzéine. La charge de la protéine joue aussi un rôle important dans l'interaction entre la protéine et les récepteurs gustatifs responsables de la saveur sucrée. En modifiant la brazzéine par l'ajout d'un acide glutamique, la pGlu-1-brazzéine obtenue possède un pouvoir sucrant deux fois supérieur à l'original.

### Propriétés physiques et chimiques
Le point isoélectrique de la  brazzéine est de 5,4 ; il est le plus bas de toutes les protéines sucrées. 
Elle est stable pour dans une large gamme de pH allant de 2,5 à 8. 
Elle est stable à la chaleur, et résiste à des températures élevées (98 °C pendant 2 heures, 80 °C pendant 4 heures).
Elle est très soluble dans l'eau (plus de 50 mg/mL).

## Polémique
Bien que le fruit du Pentadiplandra brazzeanae soit connu en Afrique pour son goût sucré, l'Université du Wisconsin-Madisont a breveté l'utilisation de la brazzéine comme édulcorant.

Cette appropriation par voie de brevet d'une substance biomédicale indigène sans compensation est considérée comme un acte de biopiraterie par deux organisations non-gouvernementales, GRAIN (Genetic Resources Action International) et Greenpeace.